# Jonathan Sacoor
Jonathan Sacoor, född 1 september 1999, är en belgisk friidrottare som främst tävlar i kortdistanslöpning.

## Karriär

### 2015–2017
I juli 2015 tävlade Sacoor i sin första internationella tävling vid European Youth Olympic Festival i Tbilisi, där han slutade på sjätte plats på 400 meter efter ett lopp på 49,86 sekunder. Ett år senare vid ungdoms-EM i Tbilisi slutade Sacoor på fjärde plats på 400 meter efter ett lopp på personbästat 47,71 sekunder.
I juli 2017 vid belgiska mästerskapen i Bryssel slutade Sacoor på fjärde plats på 400 meter efter ett lopp på personbästat 46,21 sekunder. Han slutade bakom de tre bröderna Borlée (Kévin, Jonathan och Dylan). Senare samma månad tog Sacoor brons på 400 meter vid junior-EM i Grosseto efter ett lopp på 46,23 sekunder.

### 2018–2019
I februari 2018 tog Sacoor guld på 400 meter vid belgiska inomhusmästerskapen i Gent efter ett lopp på 46,95 sekunder. Följande månad var han en del av Belgiens stafettlag tillsammans med de tre bröderna Borlée vid inomhus-VM i Birmingham som tog brons på 4×400 meter med ett nationsrekord på 3.02,51. I juli samma år tog Sacoor guld på 400 meter vid junior-VM i Tammerfors med ett lopp på 45,03 sekunder och slog då Fons Brydenbach 45 år gamla nationsrekord för juniorer. Han var även en del av Belgiens stafettlag som slutade på femte plats på 4×400 meter. Månaden därpå tog han guld tillsammans med de tre bröderna Borlée på 4×400 meter vid EM i Berlin på tiden 2.59,47.
I maj 2019 var Sacoor en del av Belgiens stafettlag som tog brons på 4×400 meter vid stafett-VM i Yokohama. I juli samma år var han en del av stafettlaget som inte fullföljde finalen på 4×400 meter vid U23-EM i Gävle. I september tog Sacoor guld på 400 meter vid belgiska mästerskapen i Bryssel efter ett lopp på 45,31 sekunder. Följande månad tävlade han vid VM i Doha och blev utslagen i semifinalen på 400 meter trots ett tangerat personbästa på 45,03 sekunder. Sacoor var även en del av Belgiens stafettlag som tog brons på 4×400 meter med en tid på 2.58,78.

### 2021–2022
I maj 2021 var Sacoor en del av Belgiens stafettlag som slutade på åttonde plats på 4×400 meter vid stafett-VM i Chorzów. Följande månad tog han silver på 400 meter vid belgiska mästerskapen i Bryssel efter att slutat bakom Alexander Doom. I juli vid U23-EM i Tallinn tog Sacoor silver på 400 meter efter att slutat bakom Ricky Petrucciani på tiden 45,17 sekunder. Månaden därpå tävlade han för Belgien vid OS i Tokyo. Sacoor blev då utslagen i semifinalen på 400 meter efter ett lopp på 45,88 sekunder samt var en del av stafettlaget som slutade på fjärde plats på 4×400 meter med ett nytt nationsrekord på 2.57,88.
I februari 2022 vid belgiska inomhusmästerskapen i Louvain-la-Neuve fullföljde Sacoor inte 400-meterstävlingen efter en hälseneskada. Skadan var inte så allvarlig och följande månad var han en del av Belgiens stafettlag tillsammans med Julien Watrin, Alexander Doom och Kevin Borlée som tog guld på 4×400 meter vid inomhus-VM i Belgrad. I juli 2022 erhöll Sacoor ett brons vid VM i Eugene efter att ha sprungit försöksheatet på 4×400 meter, där Belgien sedermera tog medalj i finalen. Följande månad erhöll han även ett silver vid EM i München efter att ha sprungit försöksheatet på 4×400 meter, där Belgien sedermera tog medalj i finalen.

## Tävlingar

### Internationella
| År                   | Tävling                         | Plats                | Placering            | Gren                 | Tid                  |
| Tävlande för Belgien | Tävlande för Belgien            | Tävlande för Belgien | Tävlande för Belgien | Tävlande för Belgien | Tävlande för Belgien |
| -------------------- | ------------------------------- | -------------------- | -------------------- | -------------------- | -------------------- |
| 2015                 | European Youth Olympic Festival | Tbilisi              | 6:e                  | 400 meter            | 49,86                |
| 2016                 | Ungdomseuropamästerskapen       | Tbilisi              | 4:e                  | 400 meter            | 47,71                |
| 2017                 | Junioreuropamästerskapen        | Grosseto             | 3:e                  | 400 meter            | 46,23                |
| 2018                 | Inomhusvärldsmästerskapen       | Birmingham           | 3:e                  | 4×400 m stafett      | 3.02,51              |
| 2018                 | Juniorvärldsmästerskapen        | Tammerfors           | 1:a                  | 400 meter            | 45,03                |
| 2018                 | Juniorvärldsmästerskapen        | Tammerfors           | 5:e                  | 4×400 m stafett      | 3.07,05              |
| 2018                 | Europamästerskapen              | Berlin               | 1:a                  | 4×400 m stafett      | 2.59,47              |
| 2019                 | Stafett-VM                      | Yokohama             | 3:e                  | 4×400 m stafett      | 3.02,70              |
| 2019                 | U23-europamästerskapen          | Gävle                | –                    | 4×400 m stafett      | 0DNF0                |
| 2019                 | Världsmästerskapen              | Doha                 | 12:e (sf)            | 400 meter            | 45,03                |
| 2019                 | Världsmästerskapen              | Doha                 | 3:e                  | 4×400 m stafett      | 2.58,78              |
| 2021                 | Stafett-VM                      | Chorzów              | 8:e                  | 4×400 m stafett      | 3.10,74              |
| 2021                 | U23-europamästerskapen          | Tallinn              | 2:a                  | 400 meter            | 45,17                |
| 2021                 | Olympiska sommarspelen          | Tokyo                | 22:a (sf)            | 400 meter            | 45,88                |
| 2021                 | Olympiska sommarspelen          | Tokyo                | 4:e                  | 4×400 m stafett      | 2.57,88              |
| 2022                 | Inomhusvärldsmästerskapen       | Belgrad              | 1:a                  | 4×400 m stafett      | 3.06,52              |
| 2022                 | Världsmästerskapen              | Eugene               | 4:e (h)              | 4×400 m stafett      | 3.01,96              |
| 2022                 | Europamästerskapen              | München              | 4:e (h)              | 4×400 m stafett      | 3.01,80              |
| 2023                 | Europeiska spelen               | Chorzów              | 3:e                  | 4×400 m mixed        | 3.12,97              |
| 2024                 | Inomhusvärldsmästerskapen       | Glasgow              | 1:a                  | 4×400 m stafett      | 3.02,54              |
| 2024                 | Stafett-VM                      | Nassau               | 3:e                  | 4×400 m stafett      | 3.01,16              |
| 2024                 | Europamästerskapen              | Rom                  | 1:a                  | 4×400 m stafett      | 2.59,84              |
| 2024                 | Europamästerskapen              | Rom                  | 4:e                  | 400 meter            | 44,98                |
| 2024                 | Europamästerskapen              | Rom                  | 4:e                  | 4×400 m mixed        | 3.11,03              |

### Nationella
| - Belgiska friidrottsmästerskapen (utomhus): - 2019: Guld – 400 meter (45,31 sekunder, Bryssel) - 2021: Silver – 400 meter (46,06 sekunder, Bryssel) | - Belgiska friidrottsmästerskapen (inomhus): - 2018: Guld – 400 meter (46,95 sekunder, Gent) - 2024: Silver – 400 meter (47,25 sekunder, Louvain-la-Neuve) |

## Personliga rekord
| Utomhus - 200 meter – 20,90 (Bryssel, 26 maj 2024) - 400 meter – 44,98 (Rom, 10 juni 2024) | Inomhus - 200 meter – 21,58 (Gent, 28 januari 2018) - 400 meter – 46,95 (Gent, 17 februari 2018) |